# Mário Ferreira
Mário Nuno dos Santos Ferreira (Matosinhos, 15 gennaio 1968) è un imprenditore e turista spaziale portoghese.
È amministratore delegato di DouroAzul (società portoghese che si occupa di crociere fluviali) e maggiore azionista e presidente di Media Capital, un conglomerato mediatico portoghese. Ferreira è stato il primo portoghese ad andare nello spazio, dove si è recato nel 2022 come turista spaziale con la missione Blue Origin NS-22. 

## Biografia
Ferreira ha trascorso la sua infanzia a Leça da Palmeira, dove ha frequentato la scuola. All'età di 14 anni ha cominciato a recarsi in estate in Inghilterra per vacanze di studio e lavoro. A 16 anni ha lasciato la scuola contro il parere del padre e si è trasferito in Inghilterra, dove è rimasto per quattro anni lavorando per tre anni come cameriere e dirigendo un ristorante nel quarto anno di permanenza. A vent'anni ha cambiato attività, lavorando come cameriere sulle navi da crociera della Cunard Line. Nel 1992 ha deciso di tornare in Portogallo, dove ha aperto un ristorante. Nel 1993 ha deciso di entrare nel settore delle crociere fluviali, acquistando un'imbarcazione e fondando la società Ferreira e Reynolds. Nel 1996 ha lanciato la società DouroAzul, che oltre ad effettuare crociere giornaliere ha cominciato ad utilizzare navi-albergo per crociere sul fiume Douro. Negli anni successivi ha allargato le sue attività, aprendo diversi alberghi e ristoranti. Nel 2008 ha creato la società Mystic Invests (successivamente rinominata Pluris Investments) per coordinare i diversi rami delle sue attività, che sono confluiti nella nuova società sotto forma di divisioni della stessa. Alla fine del primo decennio del duemila ha deciso di riprendere gli studi e nel 2011 ha conseguito la laurea in Gestione delle imprese turistiche all'Università Lusófona. Nel 2018 ha fondato la Mystic Cruises, che si occupa di crociere marittime. Nel 2020 le attività turistiche delle sue società hanno risentito della pandemia di Covid-19, tuttavia è riuscito ad acquisire il 30% di Media Capital, diventandone il maggior azionista. Appassionato di aeronautica, Ferreira si è sentito attratto dai viaggi spaziali e nel 2022 è stato nello spazio con la missione Blue Origin NS-22.
Ferreira è sposato con Paula Paz Dias ed ha quattro figli.